# Лучивно
Лучивно (пол. Łuczywno) — село в Польщі, у гміні Осек-Малий Кольського повіту Великопольського воєводства.
Населення — 176 осіб (2011).
У 1975-1998 роках село належало до Конінського воєводства.

## Демографія
Демографічна структура станом на 31 березня 2011 року:
|          | Загалом | Допрацездатний вік | Працездатний вік | Постпрацездатний вік |
| -------- | ------- | ------------------ | ---------------- | -------------------- |
| Чоловіки | 88      | 25                 | 56               | 7                    |
| Жінки    | 88      | 13                 | 48               | 27                   |
| Разом    | 176     | 38                 | 104              | 34                   |